# Jüdischer Friedhof (Schulenburg)
Der Jüdische Friedhof Schulenburg ist ein jüdischer Friedhof im Ortsteil Schulenburg der niedersächsischen Stadt Pattensen in der Region Hannover. Er ist ein geschütztes Kulturdenkmal.
Auf dem Friedhof am Pfarrkamp befindet sich ein Grabstein.
Der Friedhof wurde bis 1896 belegt.